# Стефан Батрух
Стефан Іван Батрух (нар. 15 червня 1963, Мястко) — священник Перемишльсько-Варшавської архієпархії Греко-Католицької Церкви у Польщі, мітрат, доктор богословських наук, парох греко-католицької парафії у Любліні, президент Фундації духовної культури пограниччя, член Комітету польсько-українських культурних зв'язків Польської академії наук у Любліні, учасник секретаріату премії  польсько-українського примирення та Комітету з вшанування бл. Омеляна Ковча, викладач Люблінського католицького університету ім. Івана Павла ІІ. Кавалер ордена князя Ярослава Мудрого V ступеня.

## Біографія
Народився 15 червня 1963 року в М'ястку, на Помор'ї у Польщі, як наймолодший син з восьми дітей, четверо братів та сестер подружжя Андрія Батруха та Катерини з роду Долбанів.
Навчався у місцевій початковій школі ім. Тараса Шевченка з українською мовою навчання.
У 1978 році розпочав навчання в Загальноосвітньому Ліцеї ім. М. Коперника в Колобжезі. Поєднував відвідини школи з активною громадською діяльністю, належав до католицького молодіжного руху. У цей час також цікавився історією мистецтва, був членом шкільного художнього гуртка.
У 1982 році склав успішно атестат зрілості і отримав диплом про закінчення середньої школи. Згодом вступає до Василіянського ордену і продовжував навчання у Вищій митрополичій семінарії у Варшаві. Після двох років переїхав до Люблінської духовної семінарії, яку закінчив у 1989 р. Під час навчання провадив душпастирську діяльність серед молоді, був залучений до греко-католицького молодіжного руху «Сарепта», проводив зустрічі та катехизацію із студентами люблінських університетів, виконував обов'язки декана греко-католицьких семінаристів, організовував конференції та різноманітні культурні заходи, релігійні святкування.
У Люблінському католицькому університеті під керівництвом о. проф. Юзефа Кудасевича написав магістерську працю під назвою «Перикопа мудреців зі сходу (Мт 2,1-12) у текстах літургійних візантійської церкви на Різдво Христове».
Після закінчення навчання пройшов однорічне стажування в монастирі Студіон в Маріно поблизу Рима. Повернувшись до Любліна, був висвячений на диякона в церкві семінарії і розпочав навчання на ліценціаті з теології духовності, а також психологічного консультування та психотерапії в Люблінському католицькому університеті.
4 травня 1991 р. у церкві Різдва Пресвятої Богородиці у родинному містечку Білий Бір був поставлений Владикою Іваном Мартиняком на священника.
Організовував літні табори для дітей, молоді та студентів, проводив молодіжні реколекції. Співпрацює із Сестрами Служебницями Непорочної Діви Марії, з якими організовував формаційні зустрічі та дні духовної віднови. Після створення у 1993 році архієпископом Перемишльсько-Варшавським Іваном Мартиняком у Любліні греко-католицької парафії св. Йосафата, був призначений її парохом. Парафія не мала власного храму чи парафіяльного будинку і на той час нараховувала близько ста прихожан, а душпастирське життя велося в орендованому костелі на вул. Зеленій. За підтримки люблінської громади о. Батрух здійснив успішне перенесення греко-католицької церкви з XVIII століття з прикордонної зони до Любліна. Історична сакральна дерев'яна пам'ятка архітектури, реконструйована у 1997 році, була нагороджена міністром культури «Сибілла-2002», а маршалок Люблінського воєводства нагородив цей проект щорічною культурною премією. Паралельно з душпастирською роботою в Любліні о. Батрух  проводив низку реколекцій у Польщі, Словаччині, Німеччині, Австрії, Іспанії, Італії, Канаді, Америці та Україні. Започаткував програму великопісних реколекцій для старшокласників та дні духовної віднови для молодих подружніх пар, а також формаційну програму для сестер із Центральної та Східної Європи. Організовував спільні поїздки на світові та європейські зустрічі молоді. Разом із сестрами взявся за будівництво Екуменічного будинку  соціальної опіки у Пралківцях біля Перемишля, який був відкритий та освячений 4 червня 2005 року. Співпрацює з греко-католицькою семінарією в Любліні, де служить духівником та сповідником.
Опублікував багато популярних та наукових статей про духовність і культуру прикордонних земель, давав інтерв'ю в місцевих та національних журналах. Виступав у радіо- та телевізійних програмах та репортажах, був коментатором паломництва Папи Івана Павла ІІ до України для польського телебачення. У 2001 році захистив докторську дисертацію на теологічному факультеті Люблінського католицького університету під назвою «Модель християнського життя у світлі аскетичних творів св. Василія Великого», яку підготував під керівництвом о. проф. Єжи Місюрека, яку було перекладено та видано українською мовою у 2007 році в Видавництві «Свічадо». Співпрацював з Українським католицьким університетом у Львові, Університетом св. Павла в Оттаві, Люблінським католицьким університетом та редакцією Католицької енциклопедії.
Отець Батрух долучився до створення трьох документальних фільмів режисера Гжегожа Лінковського:
- Невигідний / Niewygodny про митрополита Андрея Шептицького. У цьому фільмі отець Батрух, натхненний словами Івана Павла ІІ під час його паломництва Україною в 2001 році, вирішує пояснити суперечку, пов'язану з діяльністю Андрея Шептицького, митрополита Львівського.[7]
- Парох Майданека / Proboszcz Majdanka про блаженного Омеляна Ковча, котрий загинув в концтаборі Майданеку. Метою фільму є наблизити діяльність блаженного, який був прикладом відданого служіння, поєднання між собою різних культур та релігій.[7]
- Вибачити всяке зло / Wybaczyć wszelkie zło, у фільмі робиться спроба довести, що варто шукати шляхів поєднання між польським і українським народом, того, що об'єднує нас, а не ділить.[7]

Бере участь у роботі секретаріату Капітули польсько-українського примирення та Комітету вшанування пам'яті бл. Омеляна Ковча, які щороку нагороджують невтомних прихильників діалогу та примирення. Ініціатор транскордонних зустрічей на польсько-українському кордоні під назвою «Європейські дні добросусідства», які користуються великою популярністю та отримали численні нагороди та премії, зокрема від Президентів Польщі та України. Протягом багатьох років коментував греко-католицькі літургії на щорічних святкуваннях для телебачення. Заснував Фундацію духовної культури пограниччя, яка займається питаннями релігійного та культурного діалогу, організовує міжнародні наукові конференції та зберігає історичні пам'ятки на стику східних та західних традицій, зокрема ремонт церкви в Корчмині та церкви у Вижнянах, що біля Львова. Отець Батрух є членом Товариства порятунку церкви в Балигороді.

## Творчий доробок

### Наукові та науково-популярні праці
- Aktualność teologicznego dziedzictwa Świętego Bazylego Wielkiego // Warszawskie Zeszyty Ukrainoznawcze, nr 11-12, Warszawa 2001, s. 21-29.
- Ks. Emilian Kowcz — lubelski błogosławiony // Niedziela 7(437)2002.
- Kontemplacja Boga w ujęciu św. Bazylego Wielkiego // Homo Orans 3(2002), s.43-70.
- Jana Pawła II profetyczna wizja «dwóch płuc» Kościoła widziana z perspektywy greckokatolickiej // Moralny Fundament Europy, czyli o cywilizację życia, red. T. Styczeń, C. Ritter, S. Majdański, Lublin 2002, s. 188—194.
- Душпастирські виклики для УГКЦ в Польщі // Календар «Благовіста», pod red. B. Tchira, Górowo Iławeckie 2003, s.105-117.
- Błogosławiony Ksiądz Emilian Kowcz(1884—1944) // Unitas in varietate, pr. zb. pod red. L. Adamowicza, Lublin 2003, s.133-139.
- Wątki greckokatolickie w «Listach z nieba» Stanisława Vincenza // Słanisław Vincenz — humanista XX wieku, pod red. M. Ołdakowskiej-Kuflowej, Lublin 2003, s.251-253.
- Emilian Kowcz, greckokatolicki Kolbe // «Więź» 2004 nr 5 (547), s. 98–105.
- Historia translokacji i adaptacji cerkwi w Lublinie // Sztuka sakralna i duchowość pogranicza polsko-ukraińskiego na Lubelszczyźnie. Materiały z Międzynarodowej Konferencji «Sztuka Sakralna Pogranicza», red. S. Batruch, R. Zilinko, Lublin 2005, Fundacja Kultury Duchowej Pogranicza, s. 159—165.
- Fenomen kulturowy pogranicza polsko-ukraińskiego // Ginące piękno, red. Zamość 2006, s. 7- 9.
- Duchowość kapelańska // Duszpasterstwo więzienne Kościoła Greckokatolickiego w Polsce, pod. red. Jerzego Nikołajewa, Krasnystaw 2006, s. 20-27.
- Предмова, в кн.: Василій Великий. Гомілії, Видавництво «Свічадо», Львів 2006, с. 5-16.
- Модель християнського життя у творах св. Василія Великого, Видавництво «Свічадо», Львів 2007.
- Ukraina — miejsce przenikania się kultur Wschodu i Zachodu w świetle nauczania Jana Pawła II // Poznawanie sąsiadów: z zagadnień religijnych w polskiej i ukraińskiej kulturze. Towarzystwo Naukowe KUL, Lublin 2008, s. 19-28.
- Inicjatywy dialogu poprzez budowanie tożsamości wyznaniowej na  pograniczu polsko-ukraińskim // Tożsamość wyznaniowa i  dialog jako czynnik opiniotwórczy w ramach kultury narodowej, red. K. Klauza, Lublin 2008, s. 75–86
- Участь Церков в польсько-українському примиренні // Перемиські Архиєпархіяльні Відомості, ч. 8 (2009), с. 274—286.
- Wyposażenie i wystrój lubelskiej cerkwi greckokatolickiej // Z lubelskich badań nad słowiańszczyzną wschodnią: księga dedykowana profesorowi Michałowi Łesiowowi. Wydawnictwo KUL, Lublin 2010, s. 213—227.
- Polacy, Żydzi, Ukraińcy — tak bliscy a jednak ciągle obcy // Praca z «trudną pamięcią» w społecznościach lokalnych. Polsko-ukraińska wymiana doświadczeń. Materiały seminaryjne. Lublin 2010, s. 89-94.
- Opowieść o ks. Emilianie Kowczu // «Karta» nr 64, 2010, s. 147—149.
- Cerkiew w Wierzbicy — miejsce chrześcijańskiego wtajemniczenia prof. Stefana Kozaka // Tożsamość ukraińska wobec przemian XVII—XXI wieku. Wydawnictwo KUL, Lublin 2017, s. 15-29.
- Współpraca między Kościołem greckokatolickim i rzymskokatolickim // Українсько-польське примирення в документах ієрархії та священства. Polsko-ukraińskie pojednanie w dokumentach hierarchii oraz duchowieństwa, упор. С. Батрух. Перемиські Архиєпархіяльні Відомості, ч. 23(2017), с. 13-81.
- Beatyfikacja i kult o. Klemensa // Arystokrata ducha. Życie i dziedzictwo błogosławionego ojca Klemensa Szeptyczkiego (1869—1951). Wojnowice 2018, Kolegium Europy Wschodniej im. Jana Nowaka-Jeziorańskiego, s. 339—356.
- Вступ, в кн.: Омелян Ковч. Чому наші від нас утікають. Видавництво « Свічадо», Львів 2019, с. 7-25.
- Męczennicy pratulińscy, synowie Kościoła greckokatolickiego // Jakby Siedlce liczyły milion, red. G. Polak, Siedlce 2019, s. 130—137.
- Люблінська допомога для Майдану // Польська солідарність з Майданом. Київ 2020, Дух і Літера, с. 340—344.
- Співпраця між Греко-Католицькою і Римо-Католицькою Церквами у контексті польсько-українського примирення // Polacy i Ukraińcy. Komunikacja-Dialog-Pojednanie, red. M. Melnyk, Kraków 2021, s. 33-63.

## Нагороди
- Медаль «Люблін — героям» (Польща, 2022)[10]

### Інтерв'ю
- Dla tego dialogu nie ma alternatywy
- Jesteśmy zmęczeni doświadczeniem braku przebaczenia
- Fala społecznego niezadowolenia
- Kard. Huzar orędownikiem pojednania polsko-ukraińskiego
- Ks. Batruch podsumował wizytę abp Szewczuka w Polsce
- Bogactwo kościoła ukryte jest w różnorodności
- Biskup nominat Trochanowski to bardzo dobra nominacja
- Ks. Stefan Batruch laureatem Nagrody Człowieka Pojednania Polsko-Ukraińskiego
- Ks. Stefan Batruch: bogactwo kościoła ukryte jest w różnorodności (rozmowa)
- Ks. Stefan Batruch: sprawy ukraińskie od lat szczególnie leżą papieżowi na sercu
- Mitrat z lubelskiej cerkwi
- Ks. dr Stefan Batruch: kościół greckokatolicki przeżywa renesans
- Trudne bogactwo pogranicza
- Ukraina w różnych odsłonach
- Будувати мости там, де це неможливо
- Бути греко-католиком тут (у Польщі) дуже спонукає до глибокого відчуття своєї ідентичності
- Великдень у часі пандемії
- «Кордон — у нашій свідомості». Отець Стефан Батрух про польсько-українське пограниччя
- Коментар о. Стефана Батруха: послання церков про Волинську трагедію
- Коментар про Юзефа Жицінського
- Люблінський отець-мітрат Стефан Батрух отримав медаль
- Церква-чудо